# Majdy
Majdy (deutsch Mauden) ist ein Ort in der polnischen Woiwodschaft Ermland-Masuren. Er gehört zur Gmina Stawiguda (Landgemeinde Stabigotten) im Powiat Olsztyński (Kreis Allenstein).

## Geographische Lage
Majdy liegt am Südufer der Wulping-See (auch: Thomsdorfer See, polnisch Jezioro Wulpińskie) im Westen der Woiwodschaft Ermland-Masuren, elf Kilometer südwestlich der Kreis- und Woiwodschaftshauptstadt Olsztyn (deutsch Allenstein).

## Geschichte
Der bis vor 1820 Maydy genannte und 1436 gegründete Ort bestand aus mehreren kleinen Höfen und Gehöften, Von 1874 bis 1945 war die Landgemeinde Mauden in den Amtsbezirk Kranz (polnisch Kręsk) im ostpreußischen Kreis Allenstein eingegliedert.
Im Jahre 1910 waren in Mauden 137 Einwohner gemeldet. Ihre Zahl stieg bis 1933 auf 167 und belief sich 1939 ebenfalls auf 167.
Als 1945 in Kriegsfolge das gesamte südliche Ostpreußen an Polen abgetreten wurde, war auch Mauden davon betroffen. Das Dorf erhielt die polnische Namensform „Majdy“ und ist heute eine Ortschaft im Verbund der Landgemeinde Stawiguda (Stabigotten) im Powiat Olsztyński (Kreis Allenstein), von 1975 bis 1998 der Woiwodschaft Olsztyn, seither der Woiwodschaft Ermland-Masuren zugehörig. Im Jahre 2011 zählte Majdy 128 Einwohner.

## Kirche
Bis 1945 war Mauden in die evangelische Kirche Allenstein in der Kirchenprovinz Ostpreußen der Kirche der Altpreußischen Union, außerdem in die römisch-katholische Kirche (Groß) Bertung (polnisch Bartąg) im damaligen Bistum Ermland eingepfarrt.
Heute gehört Majdy evangelischerseits zur Christus-Erlöser-Kirche Olsztyn (Allenstein) in der Diözese Masuren der Evangelisch-Augsburgischen Kirche in Polen, katholischerseits zur Pfarrei Dorotowo (Darethen) im jetzigen Erzbistum Ermland.

## Verkehr
Majdy liegt an einer Nebenstraße, die als Seeuferstraße von Dorotowo (Darethen) über Kręsk (Kranz) nach Unieszewo (Schönfelde) führt. Eine Bahnanbindung besteht nicht.